# Хансйорг Ейхлер
Хансйорг Ейхлер (нім. Hansjörg Eichler, 1 квітня 1916, Равенсбург — 22 червня 1992, Берлін) — німецький ботанік. Працював, в основному, в Австралії. Описав понад 150 нових видів рослин, переважно аралієвих, парнолистових і жовтецевих.

## Біографія
Хансйорг Ейхлер народився 1 квітня 1916 року в сім'ї архітектора Густава Ейхлера і художниці Анни Ейхлер (до шлюбу Зеллін). Він навчався в школі в Равенсбурзі і один з його вчителів був Карл Берч, провідний ботанік Вюртемберга. Він привив Ейхлеру любов до ботаніки і брав його у свої приватні ботанічні експедиції.
У 1936 році сім'я переїхала в Берлін. Він влаштувався у Ботанічний музей Берлін-Далем. Поступив до Берлінського університету, де вивчав ботаніку і хімію. 1 березня 1943 року бомбардуванням був зруйнований Берлінський ботанічний музей, а в ньому і весь гербарій Ейхлера. Після закінчення війни продовжив навчання в Університеті Галле. Захистив докторський ступінь у 1950 році. У 1953 році він одружився з Марі-Луїз Мюрінг.
У 1953 році він відправився в Парму, пізніше у ботанічний сад у Лейдені, де вивчав та каталогізував представників родини жовтецеві (Ranunculaceae). У 1955 році отримав посаду начальника Державного гербарію в Аделаїді, Південна Австралія. Там він проводив ботанічні дослідження, та допомагав розробляти заходи із збереження природи. У 1973 році переїхав з Аделаїди в Канберру. Тут він заснував журнал «Brunonia». Був експертом по номенклатурі і систематики рослин, брав активну участь в міжнародному масштабі. Раптово помер під час перебування в Європі у Берліні у 1992 році.

## Публікації
- 1987. Nomenclatural and Bibliographical Survey of Hydrocotyle L. (Apiaceae). Feddes Repertorium 98. Editor Akademie Verlag, 183 pp.
- 1986. Flora of South Australia. Ill, Vol. 1. Con John P. Jessop
- 1982. Flora of Australia. Vol. 8: Lecythidales to Batales. Comité editorial: Barbara G. Briggs (Chairman), Bryan A. Barlow, Hansjoerg Eichler, Leslie Pedley, James H. Ross, David E. Symon, Paul G. Wilson. Editor ejecutivo: Alexander S. George. ISBN 0-644-02017-2
- 1958. Revision der Ranunculaceen Maleiens. Bibliotheca Botanica 124. 110 pp.

## Вшанування
Його іменем названо Фонд наукових досліджень Хансйорга Ейхлера та кілька видів рослин:
- Atriplex eichleri Aellen, 1965
- Bassia eichleri Ising, 1961 [syn.  Sclerolaena holtiana (Ising) A.J.Scott, 1978]
- Chionogentias eichleri L.G.Adams, 1995 [syn.  Gentianella eichleri (L.G.Adams) Glenny, 2004]
- Euphrasia eichleri W.R.Barker, 1982
- Gomphrena eichleri J.Palmer, 1998
- Haloragis eichleri Orchard, 1975
- Millotia eichleri P.S.Short, 1995
- Naravelia eichleri Tamura, 1986 [syn.  Clematis menglaensis M.C.Chang, 1980]
- Picris eichleri Lack & S.Holzapfel, 1993
- Ptilotus eichlerianus Benl, 1970
- Ranunculus eichlerianus B.G.Briggs, 1960
- Tribulus eichlerianus K.L.Wilson, 1992
- Xanthosia eichleri J.M.Hart & Henwood, 1998
- Zygophyllum eichleri R.M.Barker, 1998 [syn.  Roepera eichleri (R.M.Barker) Beier & Thulin, 2003]